# 住住
『住住』（すむすむ）は、2017年1月25日から3月28日まで毎週水曜の1時29分 - 1時59分（火曜深夜）に日本テレビにて放送されたバカリズム原案の連続ドラマ。全10話。
バカリズムが連続ドラマのメイン脚本を務めるのは同局で放送された『黒い十人の女』（2016年10月期、読売テレビ制作）に続き8度目。
仲の良い芸能人同士という設定で、それぞれのキャストが本人役を演じる。
シーズン1では地上波放送と共に、各エピソードの放送前にHuluで先行配信。
2020年4月18日からはシーズン2（全6話）、2021年4月25日からはシーズン3（全10話）、2022年10月1日からはシーズン4（全4話）がHuluで独占配信されている。また、シーズン2以降のエピソードは、新シーズンの宣伝を兼ねて、随時地上波で放送されている。
2022年10月22日にはHuluのライブTVチャットにて生配信が行なわれた。

## シーズン1
都内の某マンションの住人、バカリズムとオードリー若林。2人は同じ階に住んでいて、バカリズムはよく若林の部屋に遊びに来る。芸能人でありながら派手に遊ぶこともなく地味な独身生活を送る2人。ある日、女優の二階堂ふみも同じマンションの住人であると知る。いつのまにか二階堂ふみもお互いの部屋を行き来する仲間に入り、同じマンションで暮らす芸能人の仲良し3人組が誕生する。

### 出演
- バカリズム役 - バカリズム[1]
- 二階堂ふみ役 - 二階堂ふみ[1]
- 若林正恭役 - 若林正恭（オードリー）[1]（第5話のみ未登場）

### エピソード
| 各話 | 放送日        | サブタイトル     | 脚本       |
| ---- | ------------- | ---------------- | ---------- |
| 01話 | 2017年1月25日 | 二階堂ふみもいる | バカリズム |
| 02話 | 2月01日       | 若林の服         | オークラ   |
| 03話 | 2月08日       | お騒がせ冷蔵庫   | 安部裕之   |
| 04話 | 2月15日       | 升野の部屋       | オークラ   |
| 05話 | 2月22日       | 寝れない2人      | バカリズム |
| 06話 | 3月01日       | 思い出す         | オークラ   |
| 07話 | 3月08日       | 真夜中の訪問者   | 安部裕之   |
| 08話 | 3月15日       | 若林家の秘密     | 安部裕之   |
| 09話 | 3月22日       | お土産論争       | オークラ   |
| 10話 | 3月29日       | さよなら若林さん | バカリズム |

各エピソード地上波放送前に、Huluで未放送部分を含むオリジナル版を先行配信。1話～3話には放送では描かれていないシーンがスピンオフとして収録されている。

## シーズン2
都内・某マンションの一室。ここはバカリズムが執筆業のために借りている、通称“作業場”。バカリズムがひとりデスクに向かっていると、バナナマン日村やオードリー若林が訪れて執筆の邪魔をする。さらに、家が近所の女優・水川あさみも入り浸るように…！

### 出演
- バカリズム役 - バカリズム
- 日村勇紀役 - 日村勇紀（バナナマン）[2]
- 若林正恭役 - 若林正恭（オードリー）
- 水川あさみ役 - 水川あさみ[2]

### エピソード
| 各話 | 配信日        | サブタイトル               | 出演                             | 脚本       |
| ---- | ------------- | -------------------------- | -------------------------------- | ---------- |
| 01話 | 2020年4月18日 | 20年後の日村               | バカリズム・日村勇紀・水川あさみ | バカリズム |
| 02話 | 4月25日       | あさみちゃんへのプレゼント | バカリズム・日村勇紀・水川あさみ | オークラ   |
| 03話 | 5月02日       | ノリが良い人               | バカリズム・若林正恭・水川あさみ | オークラ   |
| 04話 | 5月09日       | 背中の話                   | バカリズム・日村勇紀・水川あさみ | 安部裕之   |
| 05話 | 5月16日       | めんどくさい人             | バカリズム・若林正恭・水川あさみ | 安部裕之   |
| 06話 | 5月23日       | 意味わかんない             | バカリズム・日村勇紀・水川あさみ | バカリズム |

## シーズン3
都内・某マンションの一室。ここはバカリズムが執筆作業のために借りている、通称“作業場”。バカリズムがひとりデスクに向かっているとバナナマン日村やオードリー若林、女優の水川あさみが訪れては執筆の邪魔をする。なんだかすっかり見慣れた日常である。ある日、元同じマンション仲間・二階堂ふみも久しぶりに登場し…！

### 出演
- バカリズム役 - バカリズム
- 二階堂ふみ役 - 二階堂ふみ[3]
- 日村勇紀役 - 日村勇紀（バナナマン）
- 若林正恭役 - 若林正恭（オードリー）
- 水川あさみ役 - 水川あさみ

### エピソード
| 各話  | 配信日        | サブタイトル   | 出演                               | 脚本       |
| ----- | ------------- | -------------- | ---------------------------------- | ---------- |
| 01話  | 2021年4月25日 | 悩める日村     | バカリズム・日村勇紀・水川あさみ   | バカリズム |
| 02話  | 5月02日       | アウトなお誘い | バカリズム・二階堂ふみ・日村勇紀   | オークラ   |
| 03話  | 5月09日       | 合わせる2人    | バカリズム・二階堂ふみ・若林正恭   | バカリズム |
| 04話  | 5月16日       | 約束の日       | バカリズム・二階堂ふみ・水川あさみ | バカリズム |
| 05話  | 5月23日       | タン           | バカリズム・日村勇紀・水川あさみ   | 安倍裕之   |
| 06話  | 5月30日       | 捨てたい女     | バカリズム・若林正恭・水川あさみ   | バカリズム |
| 07話  | 6月06日       | 立たない3人    | バカリズム・二階堂ふみ・水川あさみ | 安部裕之   |
| 08話  | 6月13日       | プレゼント     | バカリズム・二階堂ふみ・日村勇紀   | 安部裕之   |
| 09話  | 6月20日       | かわいいカバン | バカリズム・二階堂ふみ・水川あさみ | オークラ   |
| 010話 | 6月27日       | 赤い椅子       | バカリズム・日村勇紀・水川あさみ   | バカリズム |

## シーズン4
都内・某マンションの一室。おなじみのバカリズムが執筆作業のために借りている、通称“作業場”。バナナマン日村やオードリー若林、女優の水川あさみがくつろぐすっかり見慣れた光景に、水川の友人としてハリセンボン春菜が初登場。今回は小型バスに乗って作業場を抜け出し、シリーズ初となるロケが敢行される。

### 出演
- バカリズム役 - バカリズム
- 日村勇紀役 - 日村勇紀（バナナマン）
- 若林正恭役 - 若林正恭（オードリー）
- 近藤春菜役 - 近藤春菜（ハリセンボン）[4]
- 水川あさみ役 - 水川あさみ

### エピソード
| 各話 | 配信日         | サブタイトル   | 出演                             | 脚本       |
| ---- | -------------- | -------------- | -------------------------------- | ---------- |
| 01話 | 2022年10月01日 | 顔             | バカリズム・日村勇紀・水川あさみ | バカリズム |
| 02話 | 10月08日       | 盛り上がる話題 | バカリズム・若林正恭・水川あさみ | バカリズム |
| 03話 | 10月15日       | 水川の友達     | バカリズム・近藤春菜・水川あさみ | バカリズム |
| 04話 | 10月22日       | 日村の夢       | バカリズム・日村勇紀・水川あさみ | バカリズム |

4話では二階堂ふみの名前が出てくるシーンがあり、スタッフロールにクレジットされている。
10月22日、HuluのライブTVチャットにて、バカリズム・二階堂・日村の3人で生配信を行った。（若林・水川はVTRで出演）

## スタッフ
- 原案・脚本 - バカリズム
- シリーズ構成 - 住田崇（SWEAT（S1）→sukima（S2以降））
- 脚本 - オークラ、安部裕之（両名→S1 - 3）
- 主題歌
  - S1・2 - Enjoy Music Club「そんな夜」 [9][2]
  - S3 - Kan Sano「Natsume」（origami PRODUCTIONS）[3]
  - S4 - 春野「U.F.O」（Victor Entertainment/Suppage Records）[10]
- 撮影 - 唐沢悟、坂本将俊、杉山紀行、安達良、青木俊、山田洋和、池田英孝
- 照明 - 斎藤卓、新明由華、町田真佑、坂本真章、栗林映未里
- 音声 - 笠松俊介、柳沢裕文、西田敬
- VE - 横田光洋、中村寿昌
- 撮影助手 - 浮邊佑希、高橋草之輔、岡山佳弘
- 特機 - スワンナソーン・メーティー、竹内彩夏
- 編集 - 住田崇、内藤裕太
- ライン編集 - 大西秀明、家村亜裕美、島崎晃
- 音響効果 - 石川良則、大澤里奈
- MA - 山口智美、工藤雄生
- 装飾・美術 - 高橋光
- 小道具 - 西岡萌子
- 装飾助手 - 築地原未来、本間千賀子、高山雅子
- 小道具助手 - 貴志田亜依、勝又祐美
- フードコーディネート - 高富有沙
- タイトル - 金子大悟
- イラスト - ボブa.k.aえんちゃん
- CG - 三村堅一
- ヘアメイク - TORI/足立真利子（二階堂担当）、遠田瞳、芳賀仁美
- 編成 - 荻野陽介、三上絵里子
- デスク - 阿部絵里子
- 宣伝 - 三瓶篤樹
- Hulu PR - 荒井智美
- 助監督 - 佐々木資門
- 製作担当 - 入交祥子
- アシスタントプロデューサー - 堀部奈菜
- Hulu制作 - 毛利忍（S1）
- プロデューサー
  - S1 -  吉無田剛、大内登（SWEAT）
  - S2 - 小田玲奈、渡邊真誉、荒井美紀
  - S3・4 - 小田玲奈、吉無田剛、鈴木努、荒井美紀
- Huluプロデューサー - 岩崎広樹（S1）、西原宗実（S2 - 4）、荒井智美（S2・4）、妹尾奈津美（S3）
- チーフプロデューサー - 松岡至（S1）、福士睦（S2・3）、三上絵里子（S4）
- 演出 - 住田崇（SWEAT→sukima）、橋本和明（S1）
- 撮影協力 - スタジオカプリ
- 美術協力 - ©ゆでたまご、高津装飾美術、グランブルー、BOOYMAKER、CARDFANTIC、©奥浩哉/集英社、©森田まさのり・スタジオヒットマン/集英社、©石田スイ/集英社、©森恒二/集英社
- 協力 - 池田屋、日映装飾、阿呍、交音社、TSP、SPOT
- 企画協力 - マセキ芸能社
- 制作協力 - SWEAT（S1）、sukima（S2 - 4）
- 製作著作 - 日本テレビ（S2→制作著作）

## 放送局
| 放送期間                | 放送時間                     | 放送局       | 対象地域   | 備考   |
| ----------------------- | ---------------------------- | ------------ | ---------- | ------ |
| 2017年1月25日 - 3月28日 | 水曜 1:29 - 1:59（火曜深夜） | 日本テレビ   | 関東広域圏 | 製作局 |
| 2017年2月7日 - 4月11日  | 火曜 0:59 - 1:29（月曜深夜） | ミヤギテレビ | 宮城県     |        |
| 2017年4月13日 - 6月15日 | 木曜 0:59 - 1:34（水曜深夜） | テレビ金沢   | 石川県     |        |
| 2017年4月15日 - 4月23日 | 深夜ローカル枠にて集中放送   | 北日本放送   | 富山県     |        |
| 2017年4月24日 - 6月26日 | 月曜 1:25 - 1:55（日曜深夜） | 秋田放送     | 秋田県     |        |